# Jazz et musique improvisée en Franche-Comté
Jazz et musique improvisée en Franche-Comté, autrefois nommé Jazz en Franche-Comté, est un festival de jazz et de musique improvisée créé en 1982. Il se déroule dans plusieurs villes de la région Franche-Comté durant la deuxième quinzaine du mois de juin.

## Historique
Créé en 1981 par des passionnés de jazz, le festival proposait au départ une programmation intégrant toutes les variantes du jazz (New Orleans, Bebop...) avant de prendre un virage plus expérimental en 1995. La première édition a eu lieu en 1982.

## Le site
Le festival Jazz en Franche-Comté se déroule dans plusieurs villes à travers les quatre départements de la région Franche-Comté : Besançon, Pontarlier, Vesoul, Dole et Arc-et-Senans accueillent ainsi les différents concerts.

## Programmation
(Listes non exhaustives)

### Édition 2009
ARFI "Festin d'oreille", Rasul Siddik 5tet, Françoise Toullec 5tet, Dominique Pifarély, Andy Emler MegaOctet, Roscoe Mitchell (en), duo William Parker/Hamid Drake.

### Édition 2008
Louis Sclavis, Ahmad Compaoré, Jean-Marc Montera, Raymond Boni, Joe McPhee, Daunik Lazro, Claude Tchamitchian, Peter Brötzmann, Charlène Martin, Bertrand Binet, Meredith Monk & Vocal Ensemble, Émilie Lesbros, Hasse Poulsen, Jean-Luc Guionnet, Anthony Braxton, David Chiesa, Eric Watson (en)

### Édition 2007
Louis Sclavis, Raymond Boni, Meredith Monk

### Édition 2006
Daniel Humair, Louis Sclavis, Dgiz, Michel Portal

### Édition 2005
Robert Wyatt, Akosh Szelevényi, Daunik Lazro, Michel Godard, Daniel Humair, Biggi Vinkeloe Trio, Kent Carter

### Édition 2004
Michel Godard, Beñat Achiary, Denis Colin Trio, Bernard Lubat, Linda Sharrock, Michel Portal, André Minvielle

### Édition 2003
Abdullah Ibrahim, Benoît Delbecq, Louis Sclavis, Omar Sosa Trio